# The Intern
The Intern (llamada El becario en España, y Pasante de moda en Hispanoamérica) es una película de comedia estadounidense del año 2015 dirigida por Nancy Meyers. La película está protagonizada por Robert De Niro y Anne Hathaway en los dos papeles principales, junto a Rene Russo, Celia Weston, Andrew Rannells, Nat Wolff y Linda Lavin. La película fue estrenada el 25 de septiembre de 2015 por la productora Warner Bros. Fue un éxito de taquilla, recaudando 194.6 millones de dólares en todo el mundo frente a un presupuesto de producción de 35 millones de dólares.

## Argumento
La película nos cuenta la historia de Ben Whittaker (Robert De Niro), un viudo de 70 años de edad y jubilado quien, para mantener su vida y mente ocupada, viaja, aprende nuevos idiomas, toma sesiones de tai chi, sale a dar paseos, etc. Pero siempre que llegaba a casa era como si todo estuviera incompleto de nuevo. Hasta que encuentra una pasantía para personas de la tercera edad en una empresa que se dedica al comercio electrónico de ropa. El puesto de Ben será el de asistente personal de Jules Ostin (Anne Hathaway), la joven fundadora y directora de la empresa. Aunque al principio Jules y Ben no se llevan bien, después se hacen buenos amigos, hasta el punto de que Jules le confiesa a Ben que su esposo Matt (Anders Holm) la está engañando con otra mujer.

## Elenco
- Robert De Niro como Ben Whittaker.
- Anne Hathaway como Jules Ostin.
- René Russo como Fiona.
- Anders Holm como Matt.
- Andrew Rannells como Cameron.
- Adam DeVine como Jason.
- Zack Pearlman como Davis.[5]
- Jason Orley como Lewis.
- Christina Scherer como Becky.
- JoJo Kushner como Paige.
- Nat Wolff como Justin.[6]
- Linda Lavin como Patty.
- Celia Weston como Doris.
- Steve Vinovich como Miles.
- Molly Bernard como Samantha.
- C.J. Wilson como Mike.

## Producción
Originalmente producida por Paramount Pictures, The intern se planeó para ofrecer a Tina Fey y Michael Caine los papeles principales. Como su presupuesto era limitado , Meyers decidió comprobar la validez de su película antes de salir a otros estudios y fue capaz de iniciar negociaciones para ambos actores, entregando el guion a Warner Bros.. Fey fue reemplazada por Reese Witherspoon como coprotagonista, aunque abandonó la película el 15 de enero de 2014 debido a conflictos de programación. A partir del 7 de febrero, Anne Hathaway inició negociaciones para reemplazar a Witherspoon en el papel principal. Stephen Goldblatt llegó como director de fotografía. El 23 de junio, Zack Pearlman se unió al elenco de la película.

## Rodaje
El rodaje comenzó el 23 de junio de 2014 en Brooklyn, Nueva York, donde De Niro fue visto en el set de rodaje de la película.

## Comercialización
El primer tráiler se dio a conocer el 13 de mayo de 2015, y más tarde precedió a la proyección de películas como Me and Earl and the Dying Girl, Pitch Perfect 2 y Paper Towns.
El 3 de agosto de 2015 se estrenó otro tráiler.

## Recepción

### Taquilla
Hasta el 17 de diciembre de 2015, The Intern recaudó $75.1 millones en América del Norte y $117.7 millones en otros territorios, para un total mundial de $ 192.8 millones, frente a un presupuesto de $ 35 millones.
En su primer fin de semana, la película se proyectó para ganar de $ 15 a 20 millones. Terminó ganando en total $ 17.7 millones, terminando segundo en la taquilla detrás de su compañero debutante Hotel Transylvania 2 ($ 48.5 millones).

### La respuesta de la crítica
The Intern ha recibido críticas mixtas por parte de los críticos. En Rotten Tomatoes, la película tiene una calificación del 60 %, basado en 149 comentarios, con una calificación promedio de 5.7/10. Su consenso crítico del sitio dice, «The Intern no hace lo suficiente con su premisa oportuna, pero se beneficia de la química poco ortodoxa de sus clientes potenciales con talento».
En Metacritic, la película tuvo una puntuación de 51 sobre 100, basado en 36 críticas, lo que indica «críticas mixtas o promedio». CinemaScore anunciaron que el público le dio a la película una ley promedio de «A-» en una escala de A+ hasta la F.
Richard Roeper le dio a la película una «A-», diciendo: 

Con un poco de diálogo genuinamente perspicaz, un número de bits verdaderamente divertidos de negocio físico, y pequeñas escenas que nos consigue saber como una media docena de ayudantes de apoyo, The Intern crece entre nosotros de escena a escena, de momento a momento.
Richard Roeper

Manohla Dargis, en The New York Times, escribió que la película era típica de otras películas de Nancy Meyers: «espumosa, juguetona, homogénea, rutinaria, enloquecedora y en general bastante irresistible». A pesar de la búsqueda de sus fallos con «guiones perezosos» y «las ideas en conflicto de Meyers sobre mujeres poderosas», Dargis elogió a Meyers por «la opción más inteligente que ella hace en The Intern: Mr. De Niro, su jugador más valioso y más flojo», que «posee la película desde el momento en que abre la boca». El papel de Hathaway fue ridiculizado como «menos de un personaje y más de un rápido caminar, colección de velocidad al hablar de agravios de género».
Clem Bastow, escribiendo para el diario The Guardian, sugirió que las malas críticas de la película venían principalmente de hombres, que constituyen la inmensa mayoría de los críticos de cine.

## Nominaciones
| Año  | Premio                | Categoría                    | Nominado       | Resultado |
| ---- | --------------------- | ---------------------------- | -------------- | --------- |
| 2016 | Critics' Choice Award | Mejor actor de comedia       | Robert De Niro | Nominado  |
| 2016 | Teen Choice Awards    | Choice Movie: Comedy         |                | Nominada  |
| 2016 | Teen Choice Awards    | Choice Movie Actress: Comedy | Anne Hathaway  | Nominada  |